# 1787年の相撲
1787年の相撲（1787ねんのすもう）は、1787年の相撲関係のできごとについて述べる。

## できごと
この年は不作、米価高騰のため、江戸相撲の春場所は番付を発表したものの中止された。大坂相撲も開催されなかった。

## 興行
- 11月場所（江戸相撲）[2]
  - 興行場所:浅草蔵前八幡
  - 12月24日（旧11月15日）より晴天10日間興行